# Pierre-Charles Roy
Pour les articles homonymes, voir Roy.
Pierre-Charles Roy né en 1683 à Paris où il est mort, le 23 octobre 1764, est un poète satirique et librettiste français.
Il a notamment écrit des livrets d'opéras pour François Francœur et André-Cardinal Destouches.

## Biographie
Entre 1701 et 1703, il obtient un poste de « conseiller » au Châtelet, mais il exerce rarement cette profession et préfère se tourner vers l'écriture. 
Son premier livret d'opéra, Philomèle, musique de Louis de La Coste a été représenté pour la première fois à l'Opéra de Paris le 20 octobre 1705. Entre cette date et 1718 il réussit à  fournir des textes de sept tragédies en musique, qui comprennent certaines considérées comme les meilleures du siècle : Bradamante musique de Louis de La Coste (1707); Callirhoé (en) (1712), Sémiramis (1718), musique d’André-Cardinal Destouches, Ariane et Thésée, musique Jean-Joseph Mouret (1717). Ils lui ont valu le surnom de « successeur de Quinault ».
En 1729, il remporte les prix de l'Académie des Jeux floraux, ainsi que de l'Académie française, et est élu à l'Académie des inscriptions et belles-lettres.
Sa tentative de devenir membre de l'Académie française rejetée à maintes reprises, il se tourne vers l'écriture clandestine de satires et épigrammes attaquant sauvagement l'Académie. Celle-ci s’en étant plainte au cardinal de Fleury, il le fait emprisonner à Saint-Lazare en 1728.
La duchesse du Maine, l'a par ailleurs invité à écrire pour les Grandes Nuits de Sceaux en 1714 et 1715 et sera chevalier de la Mouche à miel. Le duc de Luynes l'a salué comme « le plus célèbre de nos poètes lyriques ».
Il est nommé chevalier de l'ordre de Saint-Michel (1742), le premier homme de lettres à être ainsi honoré, et Mme de Pompadour a fait présenter ses œuvres  dans son théâtre des « Petits Cabinets ».
Pierre-Charles Roy a aussi composé de nombreux vers pour des estampes. Dans ce domaine, il n'avait pour seul concurrent véritable que Charles Moraine.
Son emprisonnement à Saint-Lazare ne l’avait pas corrigé, car, quelque temps plus tard, il a repris ses attaques personnelles contre l’Académie, s’en prenant, cette fois, au comte de Clermont, un prince du sang, qui était aussi de l’Académie. Cette fois, l’affaire a eu des suites plus graves. Le prince, qui n’était pas endurant a chargé de sa vengeance un valet, qui s’en est acquitté si consciencieusement que, roué de coups, il n’a pas survécu à la bastonnade (ru).

## Œuvres
- non daté : Le Ballet des fées
- 1705 – Philomèle (20 octobre)
- 1707 – Bradamante (2 mai)
- 1708 – Hyppodamie (6 mars)
- 1712 – Créüse l'Athénienne (5 avril)
- 1712 – Callirhoé (27 décembre)
- 1713 – L' Éducation d'Hercule, prologue de Sémiramis (7 décembre)
- 1714 – Thétis et Pélée (8e grande nuit de Sceaux, 8 septembre)
- 1714 – Cantate (3e grande nuit de Sceaux)
- 1714 – Les Captifs (28 septembre)
- 1715 – Les Égyptiennes (intermède pour la 10e grande nuit de Sceaux, 15 février)
- 1715 – Le Palais d'Urgande (intermède pour la 10e grande nuit de Sceaux, 15 février)
- 1717 – Ariane et Thésée  (6 avril)
- 1718 – Sémiramis (4 décembre)
- 1721 – Les Éléments  (22 décembre)
- 1724 – Les Dieux en Égypte (14 mars)
- 1724 – Les Anonymes (14 mars)
- 1726 – Les Stratagèmes de l'amour (28 mars)
- 1727 - Œuvres Diverses 2 volumes
- 1728 – La Princesse d'Elide (20 juillet)
- 1732 – La Vue (5 juin)
- 1732 – Les Sens (5 juin)
- 1735 – Les Grâces (5 mai)
- 1738 – Le Ballet de la paix (27 mai)
- 1741 – Le Temple de Gnide (31 octobre)
- 1744 – Les Bergers de l'Aisne  (23 septembre)
- 1744 – La Convalescence du Roi (octobre)
- 1744 – Les Augustales (14 novembre)
- 1745 – Les Quatre parties du monde
- 1745 – La Félicité (15 janvier)
- 1745 – L' Idylle de Saint-Cyr, ou Le Départ du Roi (13 mars)
- 1745 – Le Retour du Roi (9 septembre)
- 1747 – L'Année galante  (13 février)
- 1748 – Philémon et Baucis (23 décembre)
- 1749 – Compliment de clôture 1749 (22 mars)
- 1749 – Compliment d'ouverture 1749  (14 avril)
- 1749 – L'Italienne (15 avril)
- 1750 – Les Fêtes de Thétis (14 janvier)
- 1750 – Titon et l'Aurore (14 janvier)
- 1750 – Le Bal militaire (février)
- 1750 – Les Amusements lyriques (février)
- 1750 – Compliment de clôture 1750 (14 mars)
- 1750 – Compliment d'ouverture 1750 (7 avril)
- 1751 – Les Fragments (Ismène, Titon et l'Aurore, Aeglé) (18 février)
- 1769 – Iphis et Iante (26 octobre)
- 1773 – Les Fragments héroïques (16 juillet)
- 1773 – Bacchus et la minéide  (septembre)
- 1780 – Le Feu (opéra) (24 septembre)